# Num
Num (trl. Num, trb. Num) – gaun wikas samiti we wschodniej części Nepalu w strefie Kośi w dystrykcie Sankhuwasabha. Według nepalskiego spisu powszechnego z 2001 roku liczył on 587 gospodarstw domowych i 3161 mieszkańców (1553 kobiet i 1608 mężczyzn).